# Бок, Вильгельм
Вильгельм Генрих Мартин Бок (нем. Wilhelm Heinrich Martin Bock; 11 сентября 1903, Любек, Германская империя — 1 мая 1945, Берлин, нацистская Германия) — штандартенфюрер СС, командир передовой команды «Москва», входившей в состав айнзацгруппы B.

## Биография
Вильгельм Бок родился 11 сентября 1903 года в семье корабельного машиниста. После окончания школы получил торговое образование и выучился на продавца. Впоследствии работал на предприятиях в Любеке, Берлине и Гамбурге. 
1 декабря 1929 года вступил в НСДАП (билет № 170613) и в том же году присоединился к Штурмовым отрядам (СА). В 1931 году перешёл из СА в СС (№ 11348). В рядах СС в октябре 1944 года достиг звания штандартенфюрера. Кроме того, занимался партийной работой в Любеке, где был начальником отдела нацистской партии и имперским оратором.
После прихода нацистов к власти 6 марта 1933 года в качестве личного адъютанта руководителя полиции Любека Вальтера Шрёдера поступил на государственную службу и 31 мая 1933 года получил титул «комиссара по особым поручениям». С середины сентябре 1933 года был руководителем гестапо в Любеке. 
В ходе аншлюса Австрии был переведён в создававшееся отделение гестапо в Вене, где возглавил исполнительный отдел II. С апреля 1940 года был заместителем руководителя гестапо в Вене. 
В декабре 1941 года возглавил зондеркоманду 7c (передовую команду «Москва») в составе айнзацгруппы B, которая осуществляла массовые убийства евреев на оккупированных территориях СССР. В июле 1942 года стал руководителем СС и полиции в Виннице. 
С ноября 1942 по май 1945 года возглавлял отделение гестапо в Берлине. 1 мая 1945 года во время битвы за Берлин Бок покончил жизнь самоубийством в бункере рейхсканцелярии.